# بيت نبالا
تقع بيت نبالا في قضاء مدينة الرملة على سفح تل في نهاية المنحدرات الغربية لجبال القدس، وينبسط أمامها السهل الساحلي الممتد إلى البحر، ويبعد عنها مطار اللد إلى الغرب وعلى خط مستقيم حوالي خمسة كيلومترات.

## الجغرافيا
تبلغ مساحة أراضي بيت نبالا حوالي 15000 دونما، موزعة بين السهل والجبل، وتصل أراضيها إلى مشارف مدينة اللد في الجنوب الغربي، والحديثة جنوباً، وإلى مداخل قرى بدرس وقبيا وشقبا شرقاً، وقريتي دير طريف والطيرة شمالاً، كما تحاذي أراضيها أراضي قرية رنتيس إلى الشمال الشرقي؛ وفي الجهة الجنوبية الغربية قرية جنداس.
ينحصر موقع القرية بين «وادي الشامي» شمالاً الذي تنحدر إليه مياه الأمطار في فصل الشتاء عند خط مستقيم قرب سنجل مارا بأودية وشعاب كثيرة في اتجاه الغرب، و«وادي كريكعة» جنوباً، على حافة البيادر القبلية التي كانت تسمى السطح، ويمر بالقرب منها واد واسع بينها وبين الحديثة يسمى «وادي الصرار»، الذي تغذيه مياه الأمطار القادمة من جبال منطقة رام الله، وينضم «وادي كريكعة» إلى «وادي الشامي» قرب «بير البلد» بين زيتون الدّريس. أما «وادي الصرار» فيلتقي مع «وادي الشامي» غربي المطار، ويسمى الوادي المتشكل منهما بوادي سلمة، وينعطف بعدها شمالا ليصب في نهر العوجا شمال يافا، ثم يتجه إلى البحر عند «طواحين جريشة».

## التاريخ
أقيمت البلدة فوق موقع أثري موغل في القدم، والكنعانيون كما بات معروفا لدى الباحثين الثقاة هم أول العناصر التي عمرت فلسطين وبلاد الشام كلها، ويعتقد بعض المؤرخين أن الكنعانيين لم يأتوا كمهاجرين من الجزيرة العربية كما يدعي «برستد» و«شنبلغر» وغيرهم ممن تأثروا بدراسة التوراة وخرافاتها. تشهد بذلك المواقع الأثرية المتناثرة داخل القرية وخارجها كالنواميس والمغر، ومعاصر الزيتون المحفورة في الصخر بشكل هندسي جميل، بأقنيتها ومساحاتها المربعة المتدرجة في العلو إلى أن تنتهي بمربع صغير حيث يؤخذ زيت الطفاح من على وجه الماء الساخن. هذا بالإضافة إلى الفخاريات التي كان الأهالي يعثرون عليها، وأهمها المصابيح التي توقد الزيتون. وكانوا جهلا يسمونها «سراج الغولة» وما دروا أن هذا كان شعاراً كنعانياً يسمى «مصباح الفكر الكنعاني».
إن تعاقب الغزوات والهجرات التي استقرت في المنطقة قد تركت طابعها في كل القرى، وبتفاعلها وامتزاجها مع من سبقها ولحقها قد نسج الخيوط الأولى في شخصية أهالي بيت نبالا الحديثة، المعروفة والمتوارثة منذ القرن السابع عشر الميلادي حتى الآن.

### ما قبل النكبة
كانت بيت نبالا بلدة مسورة، أي أن أهلها القدماء عاشوا داخل أسوارها، وظلت آثار بوابات ذلك السور قائمة حتى تدميرها بعد العام 1948 م. ولوحظ أن البوابات قد بنيت من الحجارة الضخمة المشذبة، وكانت مرتفعة تعلوها أقواس على شكل قناطر، وواسعة بحيث يمر فيها الجمل بحمله بيسر وسهولة. وكان عدد هذه البوابات خمس، تغلق وتفتح بأبواب خشبية ضخمة بدفتين. وقد عرفت هذه البوابات في الفترة الأخيرة بأسمائها الدارجة: «بوابة دار النخلة» وهي باب السور الشرقي، و«بوابة دار خالد» من الجنوب، و«بوابة دار عساف» التي تفتح نحو الغرب، و«باب الصيبات» الذي يفتح شمالاً، و«بوابة دار عبد الله بقلة» الذي يفتح شمالاً أيضاً على مبعدة من «باب الصيبات»، وبذلك نصل إلى تقدير أن السور لم يكن منتظم الأضلاع.
كان لموقع بيت نبالا أثره في مجريات الحرب العالمية الأولى، إذ أنشأ الأتراك خطاً دفاعياً يستند طرفه الشرقي على بيت نبالا، ويمتد غرباً إلى يافا حتى ساحل البحر. وهناك نشبت حول القرية أحد أهم المعارك التي خاضها الأتراك ضد الحلفاء لمدة شهر كامل، حيث أجلي سكان القرية إلى اللد، حتى انهارت مقاومة الأتراك وانسحبوا شمالاً إلى اللجون، ثم انهارت مقاومتهم نهائياً وانسحبوا إلى الأناضول.
كنا نسمع من آبائنا أن بيت نبالا كانت مركز نظارة «مديرية ناحية» تابعة ليافا كقضاء الذي كان تابعا بدوره إلى سنجق القدس، الذي كان له وضع خاص بالباب العالي في الحكومات التركية المتعاقبة. ومع بداية الانتداب البريطاني أصبحت القرية تابعة لقضاء الرملة التابع للواء يافا، ثم ألحقت بقضاء اللد الملحق بلواء اللد ومركزه يافا.
كانت أراضي القرية مشاعا تحت حكم الأتراك، حيث توزع المناطق سنويا بشكل دوري بين العشائر إلى أن تم فرز وتسجيل الأراضي عام 1928 م، وكان على رأس طاقم المسّاحين الشهيد عبد القادر الحسيني في عملية تسجيل الأراضي بإدارة بشير الرفاعي. عاش أهل القرية كأكثر سكان قرى فلسطين في بحبوحة ورخاء بسبب وفرة محاصيلهم الزراعية وما اشتهر عنهم من نشاط وانكباب على العمل في شتى الميادين. فقد أنشئوا بئرا ارتوازية ميكانيكية يستقي منها أهل القرية ومواشيهم، ثم مطحنة حبوب آلية لآل قطيفان، ثم أربعة معاصر لزيت الزيتون، واحدة ميكانيكية لآل قطيفان بمشاركة آل علي صالح، وأخرى لعطا موسى بمشاركة عبد الرحمن عساف (عربد)، وثالثة لأحمد علي فرحة، ورابعة لحسين خليل عيدة. إن هذا يدل على وفرة أشجار الزيتون وكبر المساحات المزروعة بهذه الشجرة المباركة.
كما أنشئوا عددا من الكسارات، وكان عدد كبير منهم يهتم بتربية الأغنام والأبقار والجمال المستخدمة للأعمال الشاقة، وعدد من عربات النقل التي كانت تجرها البغال سواء المفردة أو المزدوجة.
ومنذ مطلع الأربعينيات اهتم الموسرون منهم بتربية الخيول الأصيلة واقتنائها كعلامة من علامات المشيخة والثراء، منهم على سبيل المثال عطا موسى سليمان، حسين خليل، عبد القادر ذيب (التركي)، عيد سلامة، أحمد على فرحة، الشيخ مصطفى طه خالد صافي، صافي طه، أحمد خليل خالد، أحمد الخيري أبو يقين، محمد عساف، وغيرهم. وكانت هذه الخيول بفرسانها تشترك في سباقات تنم في الأعراس.

### النكبة
شارك أهالي بيت نبالا في الحركات الوطنية والثورات ضد اليهود والإنجليز، خاصة ثورة 1936 وكانت بيت نبالا معقلا للثوار، حيث هيأت جبالها وشعابها مخبأ طبيعيا لهم، ومركزاً من مراكز تموينهم بمشاركة العديد من شباب القرية. أما في ثورة 47-48 فقد كانت مركزاً لقيادة المنطقة الوسطى من فلسطين.
ففي نيسان من عام 1948 كمن عدد من شباب القرية لقافلة يهودية مرت تحت حراسة الجيش البريطاني، تريد الوصول إلى مستعمرة «بن شيمن» المحاصرة، واشتبكوا مع القافلة، مما أدى إلى تدخل الجنود الإنجليز لحمايتها ومطاردة أفراد الكمين بمجنزراتهم، فاستشهد عدد من أبناء القرية وجرح آخرون.
كما شارك شباب القرية في معظم النجدات التي كانت تذهب للقتال من العباسية إلى سلمة غرباً، ومن رأس العين شمالاً إلى نواحي اللد والرملة جنوباً.
وفي أواخر حزيران عام 1948 قاد مصطفى سليمان مجموعة من شباب القرية المسلحين يربو عددهم على الأربعين في معركة استرداد العباسية من اليهود، بالمشاركة مع أهالي العباسية والمناضلين الآخرين. وأطلق مصطفى سليمان على مجموعته اسم «فرقة الزوبعة»، وكان قد تلقى تدريباً مكثفاً على القتال والقيادة في لبنان، وعندما قام اليهود بهجوم معاكس لاحتلال العباسية والمطار والقرى المجاورة ومدينة اللد، وانسحبت القوات العربية النظامية من المنطقة، وقعت هذه الفرقة داخل الطوق، لكنه بصلابته وهدوء أعصابه استطاع أن ينسحب بكامل مجموعته بعد يومين من خلف خطوط القتال دون أن يخسر أي فرد منهم، وأوصلهم إلى شرقي القرية، حيث كان أهلها قد نزحوا من القرية إلى الجبال المجاورة حول قبية وشقبا ورنتيس.
أما في الخمسينيات والستينيات فقد انضوى العديد من شباب القرية تحت ألوية الأحزاب المختلفة، والمنظمات الفلسطينية استعداداً لحروب التحرير القادمة، وقد نال الشهادة عدد منهم.

## النقل والمواصلات
يمر من طرف البلدة الغربية طريق معبد يربطها بمدينة اللد، ومنها إلى الرملة ويافا، أو من اللد إلى يافا مروراً بمطار اللد والعباسية وساقية وكفرعانة والخيرية وسلمة. ومن بيت نبالا شمالاً إلى دير طريف والطيرة وقولة والمزيرعة ومجدل الصادق ثم رأس العين على منابع نهر العوجا. وطريق آخر يتجه غرباً من باب مدرسة القرية إلى مطار اللد، وهناك يتفرع إلى ثلاث اتجاهات: إلى اللد جنوباً، وإلى يافا غرباً، وإلى حيفا شمالاً. أما إلى الشرق فهناك طريق معبد آخر يبدأ من طرف المدرسة متجها إلى بدرس وقبيا ونعلين ودير قديس ودير عمار ثم إلى الحرش وأم صفا وبيرزيت منتهيا إلى رام الله والقدس.
أما السكك الحديدية فقد وصل إلى القرية خط يتفرع من سكة حديد محطة اللد المتجهة شمالا نحو حيفا، ويبدأ هذا الفرع عند بوابة المطار وينتهي في محاجر القرية المسماة «الطرنشة»، ومن نفس هذا الفرع مد الإنجليز شعبة أخرى تبدأ من نقطة تقع في «الرأس» عند طرف «بسّأمة» الشرقي تنتهي داخل معسكر الجيش البريطاني الذي أقيم على أراضي بيت نبالا سنة 1940 في شهر أيار قبل موسم الحصاد.

## الاقتصاد
شاركت نساء بيت نبالا الرجال في معظم الأعمال، فقد كانت بالإضافة لعملها في البيت تقوم وزوجها بأعمال الحصاد والزراعة والتعشيب والسقي، وجمع محصول الزيتون وتخزين الغلال وعلف المواشي والدواجن وتربية الطيور كالدجاج والحمام، والاهتمام بزراعة الخضر والبقول إذا توفرت لها شروط الزراعة.
وقد اهتمت المرأة عندنا بصناعة حاجتها من الأدوات التي تستخدم في المنزل، كالسلال الصغيرة والكبيرة المأخوذة من قضبان شجيرات الغار بعد تشذيبها ونقعها في الماء أياماً حتى تكتسب الليونة المطلوبة، ونسجت من سيقان القمح فقد «المطحنة» بأحجامها و«القبعة» و«القوطة» والأطباق التي توضع عليها الصحون، والصواني الملونة التي تعلق على الجدران للزينة، وعملت من تراب الحورة الصفراء مواقد النار و«الكانون» وقنّ الدجاج والطابون.
من تقاليدهم الخيّرة معاونتهم لبعضهم البعض في موسم الحصاد، وخزن الغلال، وقطف الزيتون، وتخزين علف المواشي، ومعاونة العشيرة لأحد أفرادها عندما يقوم ببناء بيت جديد. ومن أسمى عادات المرأة في بيت نبالا قيامها بإرضاع طفل امرأة أخرى إذا جف ثدي هذه الجارة أو القريبة. فيوجد في بيت نبالا من رضع من عدة أمهات قد يزدن أحياناً على عشرة.

## الزي والفن الشعبي
كان الرجال الكبار يلبسون «القمباز» المقلم (الدِماية) والقميص وتحته السروال الأبيض، ويلبسون الجاكيت الطويل (الساكو) في أيام البرد، والحزام الشامي الغامق الألوان العريض كما نشاهده هذه الأيام في بعض ألبسة الفولكلور. أما الشباب فكانوا يتمنطقون بحزام جلدي. أما بعض الموسرين فكانوا يلبسون حزاماً حريرياً قليل العرض زاهي الألوان يسمونه «شداد طرابلسي»، أما الكوفية البيضاء والعقال المرعز فقد كانا لباس الرأس المميز.
أما لباس المرأة التقليدي فكان الثوب المطرز بالحرير وبألوان القماش المختلفة، وهو من طراز «بيت دجن»، وهو على نوعين إما بالأكمام العادية أو بالأردان. ولباس رأسها إما الشاش الأبيض أو الحطة الغراوية. وفي الأفراح كانت المرأة تتزين بقلائد الذهب والخواتم والقذلة الذهبية التي كانت تعصب بها رأسها فوق الجبين وحولها (الوقاة) التي تشد بها شعرها في جديلتين، وكانت بعض الثريات يلبسن الثياب الموشاة بالخيوط الذهبية وتسمى «الملكة»، وأثواباً أخرى من الجوخ تسمى «الحيارى». أما السراويل النسائية فكانت غالبيتها سوداء اللون وتصل إلى الخلخال، وكان البعض منهن يضعن الخلاخيل الفضية حول أسفل الساق، أما إذا كان الخلخال نذراً فيكون من الحديد.
هناك فن شعبي نبالي متفرد تقريباً، وهو “الصحجة” النبالية، حتى أصبحت علماً على قرية بيت نبالا، يشارك فيها أهالي قرية المسمية في جنوب فلسطين، كما تشتهر بالدبكة بأنواعها، وسهرات الأعراس التي قد تمتد إلى الفجر بضعة أيام متتالية، وحسب مقدرة صاحب العرس، حيث يُنصب موقد النار، ويوضع فوقه «دست» الشاي الذي يتسع لحوالي جرة أو جرتين من الماء، ويصطف الرجال صفين متقابلين لأداء “الصحجة” والدبكة والغناء.

## القرية والسكان اليوم
أنشئت على أراضي القرية مستعمرة”كفار ترومان” و”بيت نحميا“.
سكن أهالي القرية بعد النكبة مخيم الجلزون ومخيم دير عمار.

## معرض صور

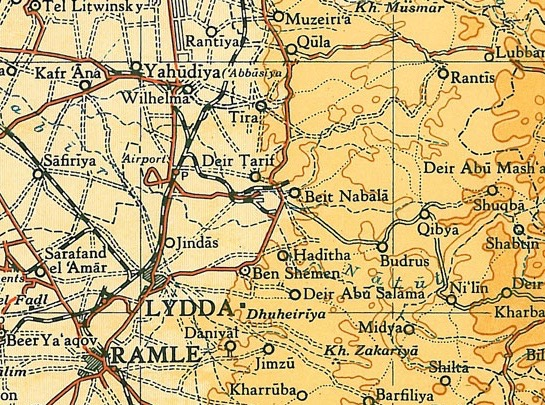
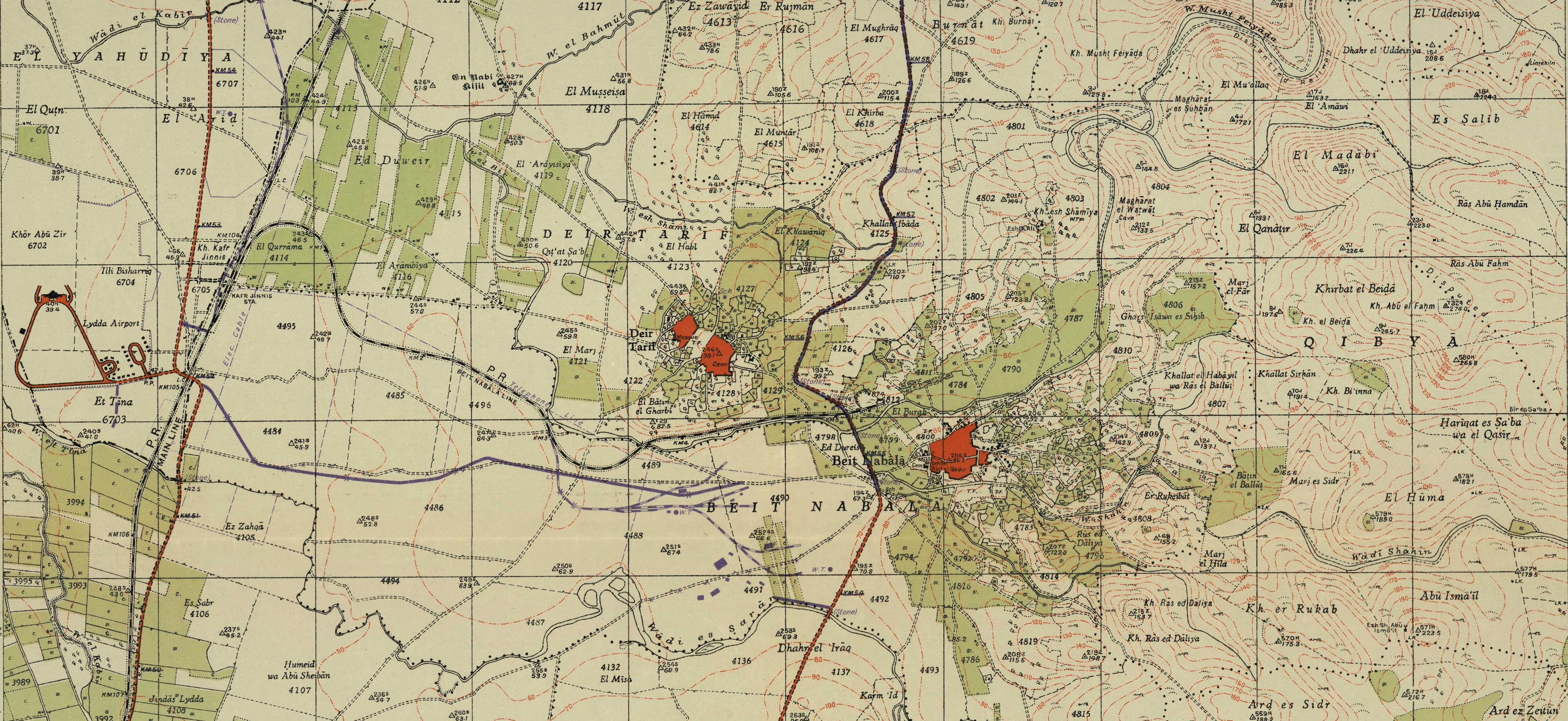
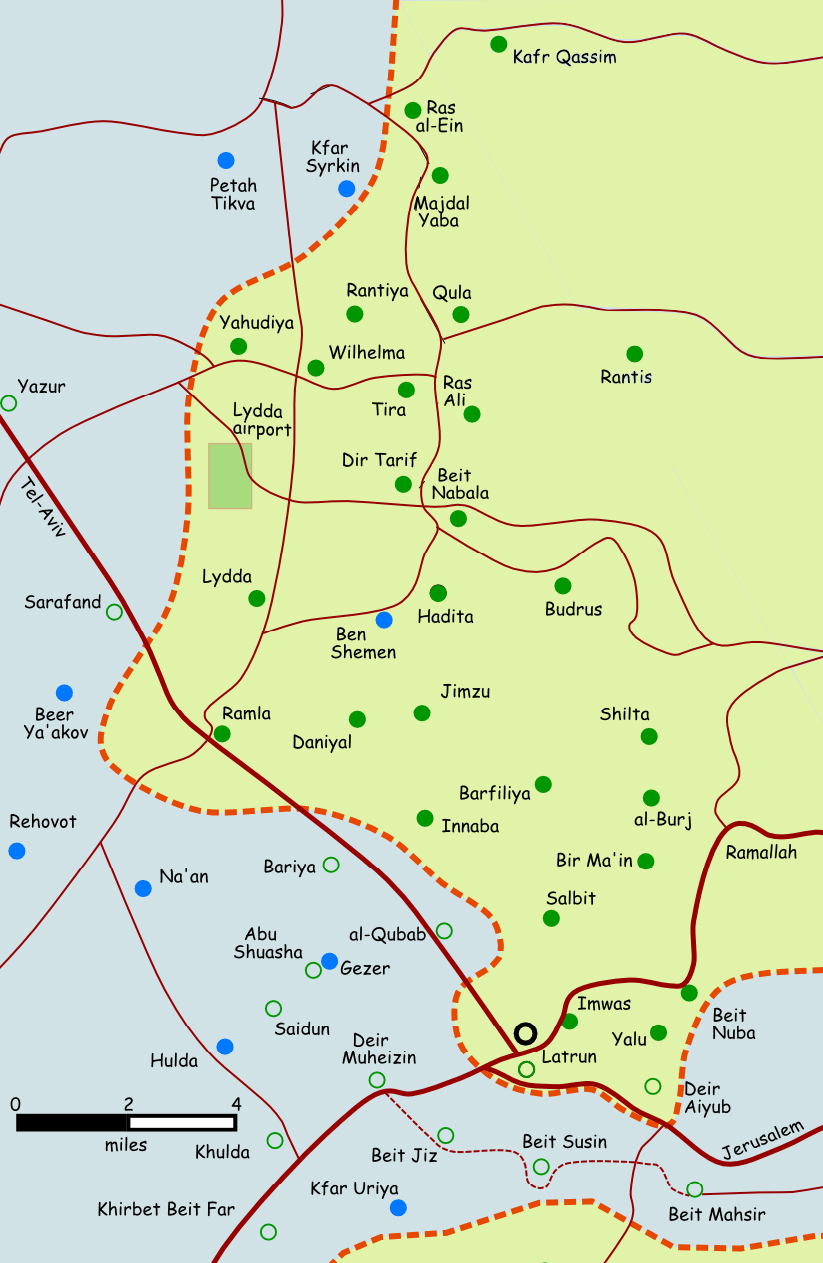